# تشانغ زيدوان

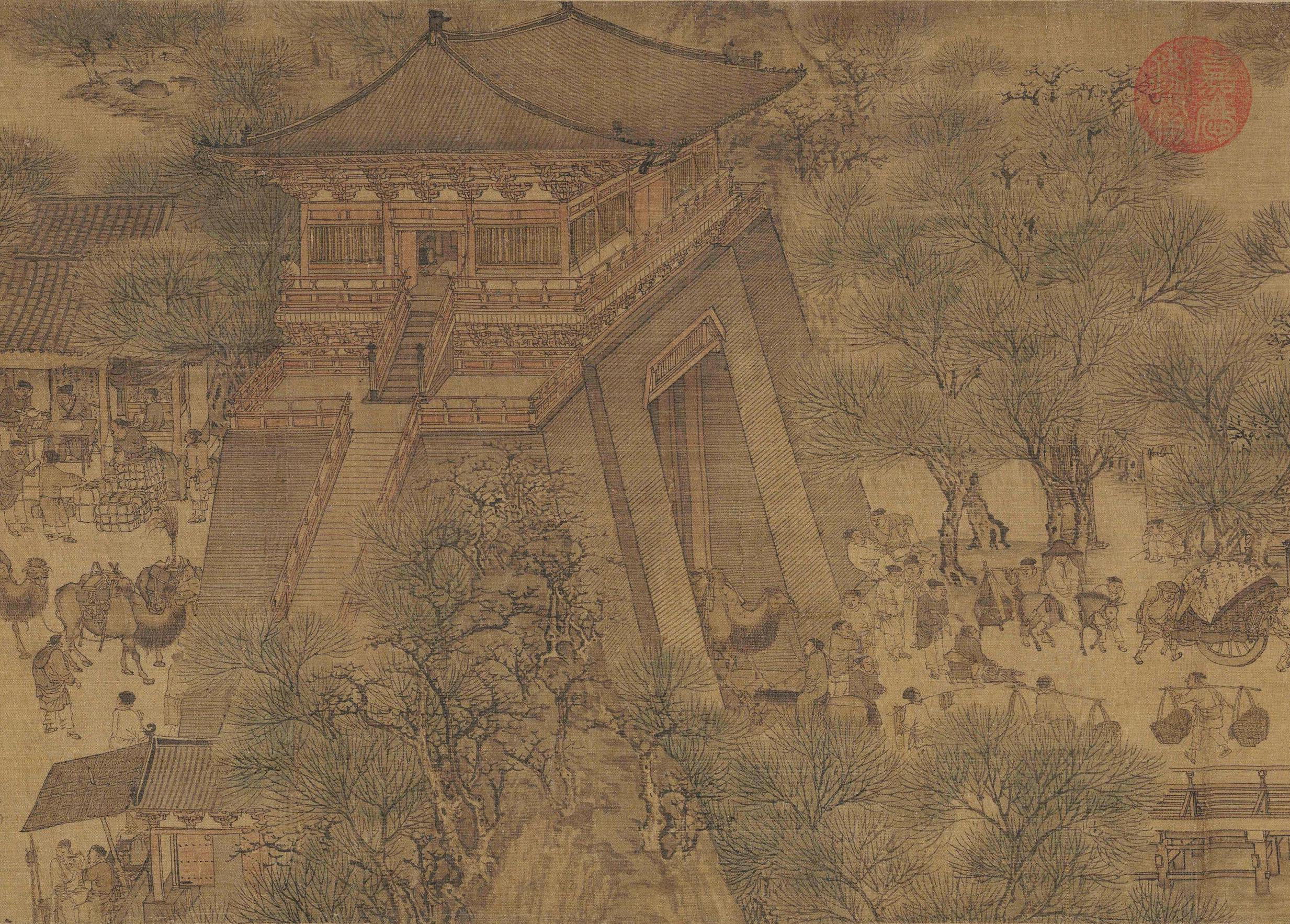
تفاصيل اللوحة الأصلية "على طول النهر خلال مهرجان تشينغمينغ" تشانغ زيدوان أوائل القرن 12

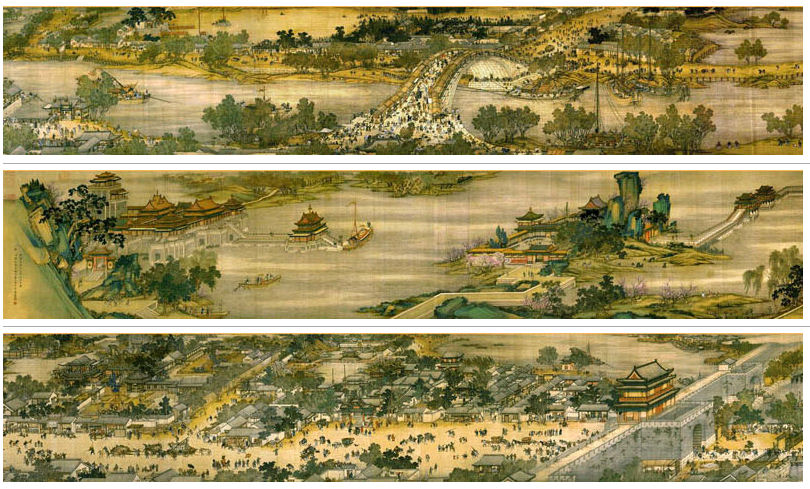
تفاصيل اللوحة "على طول النهر خلال مهرجان تشينغمينغ"، القرن 18 طبعة جديدة.

تشانغ زيدوان (بالصينية المبسطة: 张择端 ;بالصينية التقليدية: 張擇端 ;بالبينيين:Zhāng Zéduān ; ولد 1085- توفي 1145)،  الاسم المستعار تشنغ داو، كان الرسام الصيني من اسرة سونغ. عاش خلال الفترة الانتقالية من سونغ الشمالية إلى سونج الجنوبية، وكان له دور فعال في وقت مبكر من تاريخ المناظر الطبيعية الصينية نمط الفن المعروف شان شوي.

## أهمية تاريخية
من حيث الأهمية التاريخية، اللوحة الأصلية تشانغ من على طول نهر خلال مهرجان تشينغمينغ يكشف الكثير عن الحياة في الصين خلال القرن ال11 وال 12. صوره لا تعد ولا تحصى من مختلف الناس التفاعل مع بعضها البعض يكشف عن الفروق الدقيقة في بنية الطبقة والكثير من المصاعب في الحياة الحضرية كذلك. كما يعرض صورا دقيقة للممارسات التكنولوجية وجدت في سونغ الصينية. فعلى سبيل المثال، تصور السفينة سفينة نهر واحدة تخفض صاريتها ثنائية القطب قبل أن تمر تحت الجسر البارز للرسم. فإنه يظهر السفن في نوعين رئيسيين، بعد كل الذي يكون متدلي دفة التوجيه؛ تصور اللوحة البضائع ذات القضبان الضيقة أو قوارب الركاب والحرف الأصغر حجما ذات القضبان العريضة أو الإبحار فوق الطريق أو الإرساء على طول البنوك أثناء تحميل وتفريغ البضائع.ويمكن رؤية الاحتلالات الضخمة والقسيرة على ثلاث سفن على الأقل من السفن النهرية، ويعمل بها ما يصل إلى ثمانية رجال. كما تبين أيضا كيف بدأت الحدائق الشخصية تتجذر في الصين - بالإضافة إلى الحديقة الكبيرة المسورة في أقصى يسار التمرير، على سبيل المثال، يرى المرء العديد من الحدائق الخاصة بجبالها وصخورها من صنع الإنسان (على سبيل المثال، حديقة خاصة صغيرة قريبة من بوابة المدينة، وتقلص بين متجر الكيميائي ومبنى كبير بيع الأثاث، وتتألف من بركة صغيرة تحيط بها الأشجار والخيزران).

## وصلات خارجية
- تشانغ زيدوان ومعرضه للرسم في متحف الصين على الإنترنت
- المناظر الطبيعية واضحة ومشرقة: فن وانغ هوي (1632-1717)، فهرس معرض من متحف المتروبوليتان للفنون (متوفر على الإنترنت كملف PDF)، يحتوي على مواد عن تشانغ زيدوان (انظر الفهرس)